# Podróż do wnętrza Ziemi

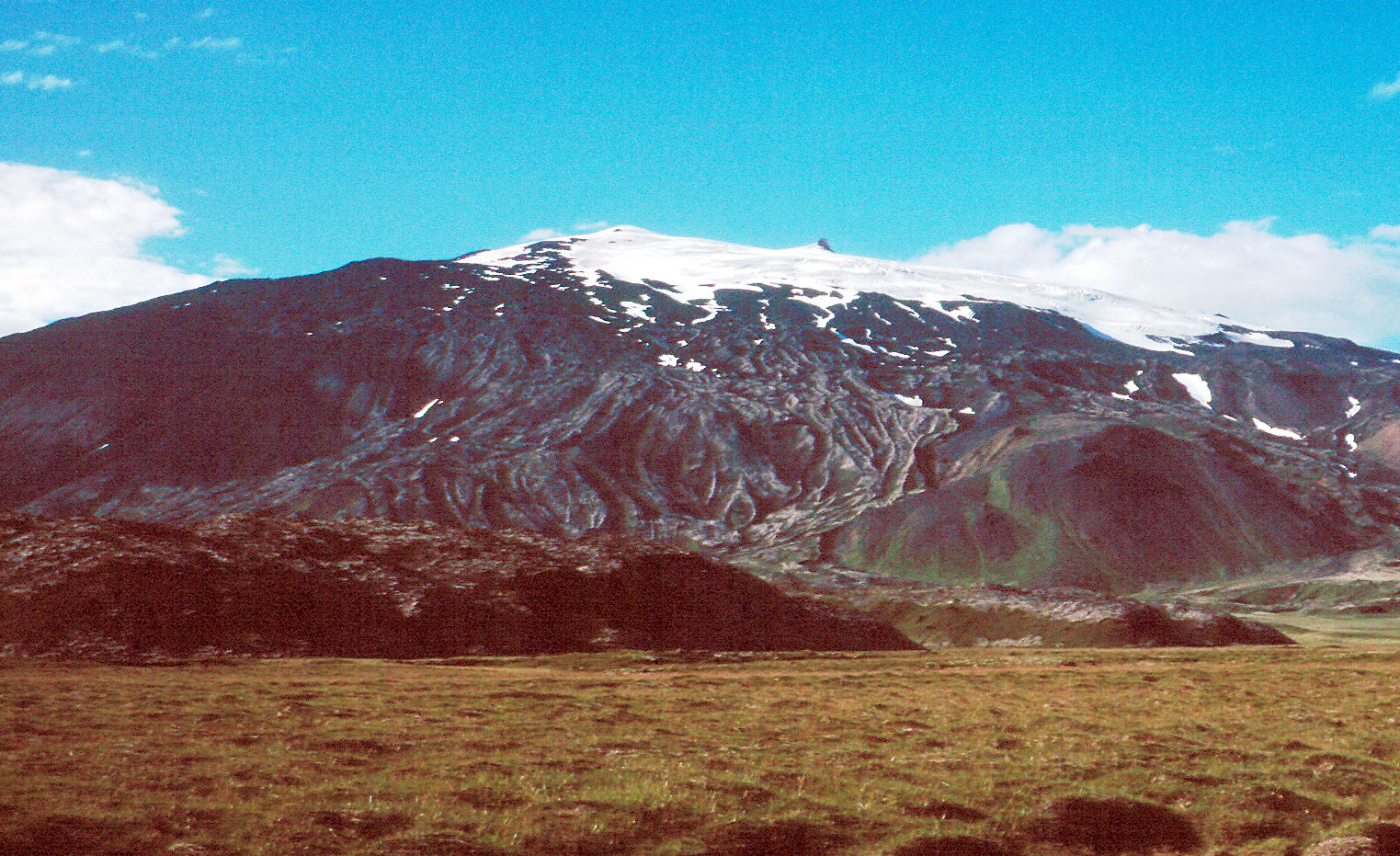
Wygasły wulkan - miejsce akcji

Podróż do wnętrza Ziemi (inne wersje tytułów polskich przekładów: Podróż do środka ziemi, Podróż podziemna: Przygody nieustraszonych podróżników, Wyprawa do wnętrza Ziemi) (fr. Voyage au centre de la Terre, 1864) – jednotomowa powieść Juliusza Verne’a z cyklu literackiego Niezwykłe podróże złożona z 45 rozdziałów napisana w 1864.
Pierwszy polski przekład pojawił się w odcinkach w 1865, a w postaci książkowej w 1874. Do 2008 nakręcono dziewięć filmów opartych na tej powieści. Mark R. Hillegas podaje ją jako drugą istotną powieść poruszającą motyw podróży do wnętrza Ziemi. Pierwszą była Podróż do krajów podziemnych Nielsa Klima. Pierwszym podobnym utworem napisanych przez polskiego pisarza (z motywem podróży i eksploracji podziemnych) była W pustyniach Australii Władysława Umińskiego z 1895.

## Fabuła
Główny bohater – Niemiec z Hamburga, profesor mineralogii – Otto Lidenbrock (w niektórych wczesnych wydaniach po angielsku zmieniono nazwisko na Von Hardwigg), oraz jego bratanek, sierota Axel podróżują pod powierzchnią Ziemi i przebywają drogę od Islandii do wyspy Stromboli na Morzu Śródziemnym. Książka różni się od innych książek Verne’a tym, że autor rozmija się nawet z ówczesnymi teoriami na temat wnętrza Ziemi.

## Postacie
- Otto Lidenbrock – porywczy profesor mineralogii i naturalista
- Axel (Lidenbrock) – bratanek profesora
- Hans – Islandczyk, przewodnik